# Jasper ten Cate
Jasper ten Cate (* 10. Januar 1887 in Sankt Petersburg; † 29. Juni 1967 in Amsterdam) war ein niederländischer Physiologe, Hochschullehrer und Mitglied der Leopoldina.

## Leben
Jasper ten Cate studierte von 1905 bis 1911 an der Lomonossow-Universität Moskau Medizin, war von 1912 bis 1913 an der Friedrich-Wilhelms-Universität Berlin, promovierte 1917 in Sankt Petersburg mit seiner Dissertation De irradiatie en concentratie van de remming der voorwaardelijke reflexen und wirkte dann bei Iwan Petrowitsch Pawlow als Assistent am Institut für experimentelle Medizin. Im Jahr 1922 wechselte er an das Physiologische Institut der Universiteit van Amsterdam, erhielt 1930 einen Lehrauftrag für Physiologie als Privatdozent , wurde 1937 außerordentlicher Professor für vergleichende Physiologie, besetzte zwischenzeitlich von 1941 bis 1945 den Lehrstuhl für Pharmazie und wirkte dann von 1947 bis zu seiner Emeritierung 1957 als ordentlicher Professor für Physiologie an der Universiteit van Amsterdam. Danach hielt er mit einem Lehrauftrag Physiologie noch bis 1960 Vorlesungen an der Universität. 
Jasper ten Cate wurde 1936 in der Sektion Physiologie als Mitglied in die Deutsche Akademie der Naturforscher Leopoldina und 1952 als korrespondierendes Mitglied in die französische Académie nationale de médecine aufgenommen.

## Schriften (Auswahl)
- De irradiatie en concentratie van de remming der voorwaardelijke reflexen. Dissertation, Sankt Petersburg 1917